# Sajtószabadság (éves jelentés)
A Sajtószabadság című évenként megjelenő jelentést az amerikai székhelyű nem kormányzati  Freedom House szervezet adja ki, amely a szabadság és a sajtó szabadság szintjének mérésére szolgál.

A 2012-es "Sajtószabadság" című jelentés térképen ábrázolva
Nem Szabad
Részben szabad
Szabad
Nincs adat

## Kiszámítása
Az osztályozási folyamatban a Freedom House tucatnyi elemzője és konzultánsai vesznek részt, akik megalkotják a rangsort, melynek során 
- a különböző országokban lévő szakértő kapcsolataik által gyűjtött információk,
- a saját alkalmazottaik utazásai,
- illetve nemzetközi látogatások során tapasztaltak felhasználása és az emberi jogokért és a sajtószabadságért dolgozó szervezetektől kapott információk alapján,
- valamint földrajzi és geopolitikai szakértőkkel való egyeztetések
- és a kormányzatok és különböző többnyelvű szervezetek jelentéseinek kézhezvétele,
- valamint a helyi és nemzetközi média híreinek figyelembe vétele után hozzák meg döntésüket.

Az országok a kapott értékek alapján kaphatnak 0-100-as értéket, amelyek közül az előbbi a legszabadabb sajtót takarja, illetve a 100-as érték a legkevésbé szabad sajtót takarja.

## A 2012-es jelentés
A "2012-es Sajtószabadság" című jelentés azon események kiértékelése alapján készült el, amelyek 2011.01.01. és 2011.12.31. közt történtek.
|  | Színkód: | Nem szabad | Részben szabad | Szabad |

### Amerika
| Ország                    | Rangsor | Érték | Státusz        |
| St. Lucia                 | 1       | 15    | Szabad         |
| VIN                       | 2       | 17    | Szabad         |
| Jamaica                   | 3       | 18    | Szabad         |
| Amerikai Egyesült Államok |         | 18    | Szabad         |
| Barbados                  | 5       | 19    | Szabad         |
| Kanada                    |         | 19    | Szabad         |
| Costa Rica                |         | 19    | Szabad         |
| Bahama-szigetek           | 8       | 20    | Szabad         |
| SKN                       |         | 20    | Szabad         |
| Belize                    | 10      | 21    | Szabad         |
| DOM                       | 11      | 23    | Szabad         |
| Suriname                  |         | 23    | Szabad         |
| Grenada                   | 13      | 24    | Szabad         |
| Trinidad és Tobago        | 14      | 25    | Szabad         |
| Uruguay                   | 15      | 26    | Szabad         |
| Chile                     | 16      | 31    | Szabad         |
| Guyana                    | 17      | 33    | Részben szabad |
| Antigua és Barbuda        | 18      | 38    | Részben szabad |

| Ország                | Rangsor | Érték | Státusz        |
| El Salvador           | 19      | 40    | Részben szabad |
| Dominikai Köztársaság | 20      | 41    | Részben szabad |
| Brazília              | 21      | 44    | Részben szabad |
| Peru                  |         | 44    | Részben szabad |
| Panama                | 23      | 46    | Részben szabad |
| Bolívia               | 24      | 47    | Részben szabad |
| Nicaragua             | 25      | 49    | Részben szabad |
| Argentína             | 26      | 50    | Részben szabad |
| Haiti                 |         | 50    | Részben szabad |
| Kolumbia              | 28      | 55    | Részben szabad |
| Ecuador               | 29      | 58    | Részben szabad |
| Guatemala             | 30      | 60    | Részben szabad |
| Paraguay              |         | 60    | Részben szabad |
| Honduras              | 32      | 62    | Nem szabad     |
| Mexikó                |         | 62    | Nem szabad     |
| Venezuela             | 34      | 76    | Nem szabad     |
| Kuba                  | 35      | 91    | Nem szabad     |

### Ázsia-Csendes-óceán
| Ország            | Rangsor | Érték | Státusz        |
| Palau             | 1       | 16    | Szabad         |
| Marshall-szigetek | 2       | 17    | Szabad         |
| Új-Zéland         |         | 17    | Szabad         |
| Ausztrália        | 4       | 21    | Szabad         |
| Mikronézia        |         | 21    | Szabad         |
| Japán             | 6       | 22    | Szabad         |
| Tajvan            | 7       | 25    | Szabad         |
| Tuvalu            | 8       | 26    | Szabad         |
| Vanuatu           |         | 26    | Szabad         |
| Kiribati          | 10      | 27    | Szabad         |
| Pápua Új-Guinea   |         | 27    | Szabad         |
| Nauru             | 12      | 28    | Szabad         |
| Salamon-szigetek  |         | 28    | Szabad         |
| Szamoa            | 14      | 29    | Szabad         |
| Tonga             |         | 29    | Szabad         |
| Dél-Korea         | 16      | 32    | Részben szabad |
| Hongkong          | 17      | 33    | Részben szabad |
| Kelet-Timor       | 18      | 35    | Részben szabad |
| India             | 19      | 37    | Részben szabad |
| Mongólia          |         | 37    | Részben szabad |

| Ország          | Rangsor | Érték | Státusz        |
| Fülöp-szigetek  | 21      | 42    | Részben szabad |
| Indonézia       | 22      | 49    | Részben szabad |
| Maldív-szigetek | 23      | 51    | Részben szabad |
| Banglades       | 24      | 52    | Részben szabad |
| Nepál           | 25      | 55    | Részben szabad |
| Bhután          | 26      | 58    | Részben szabad |
| Fidzsi-szigetek |         | 58    | Részben szabad |
| Thaiföld        | 28      | 60    | Részben szabad |
| Kambodzsa       | 29      | 63    | Nem szabad     |
| Malajzia        |         | 63    | Nem szabad     |
| Pakisztán       |         | 63    | Nem szabad     |
| Szingapúr       | 32      | 67    | Nem szabad     |
| Srí Lanka       | 33      | 72    | Nem szabad     |
| Afganisztán     | 34      | 74    | Nem szabad     |
| Brunei          | 35      | 75    | Nem szabad     |
| Laosz           | 36      | 84    | Nem szabad     |
| Vietnam         |         | 84    | Nem szabad     |
| Burma           | 38      | 85    | Nem szabad     |
| Kína            |         | 85    | Nem szabad     |
| Észak-Korea     | 40      | 97    | Nem szabad     |

### Közép- és Kelet-Európa
| Ország              | Rangsor | Érték | Státusz        |
| Észtország          | 1       | 18    | Szabad         |
| Csehország          | 2       | 19    | Szabad         |
| Szlovákia           | 3       | 21    | Szabad         |
| Litvánia            | 4       | 23    | Szabad         |
| Lengyelország       | 5       | 25    | Szabad         |
| Szlovénia           |         | 25    | Szabad         |
| Lettország          | 7       | 27    | Szabad         |
| Montenegró          | 8       | 35    | Részben szabad |
| Szerbia             |         | 35    | Részben szabad |
| Bulgária            | 10      | 36    | Részben szabad |
| Magyarország        |         | 36    | Részben szabad |
| Horvátország        | 12      | 40    | Részben szabad |
| Románia             | 13      | 41    | Részben szabad |
| Bosznia-Hercegovina | 14      | 48    | Részben szabad |
| Koszovó             | 15      | 49    | Részben szabad |

| Ország           | Rangsor | Érték | Státusz        |
| Albánia          | 16      | 51    | Részben szabad |
| Grúzia           | 17      | 52    | Részben szabad |
| Észak-Macedónia  | 18      | 54    | Részben szabad |
| Moldova          |         | 54    | Részben szabad |
| Ukrajna          | 20      | 59    | Részben szabad |
| Örményország     | 21      | 65    | Nem szabad     |
| Kirgizisztán     | 22      | 69    | Nem szabad     |
| Tádzsikisztán    | 23      | 79    | Nem szabad     |
| Azerbajdzsán     | 24      | 80    | Nem szabad     |
| Oroszország      |         | 80    | Nem szabad     |
| Kazahsztán       | 26      | 81    | Nem szabad     |
| Fehéroroszország | 27      | 93    | Nem szabad     |
| Üzbegisztán      | 28      | 95    | Nem szabad     |
| Türkmenisztán    | 29      | 96    | Nem szabad     |

### Közel-Kelet és Észak-Afrika
| Ország   | Rangsor | Érték | Státusz        |
| Izrael   | 1       | 30    | Szabad         |
| Libanon  | 2       | 51    | Részben szabad |
| Tunézia  |         | 51    | Részben szabad |
| Egyiptom | 4       | 57    | Részben szabad |
| Kuvait   |         | 57    | Részben szabad |
| Líbia    | 6       | 60    | Részben szabad |
| Algéria  | 7       | 62    | Nem szabad     |
| Jordánia | 8       | 63    | Nem szabad     |
| Katar    | 9       | 67    | Nem szabad     |
| Marokkó  | 10      | 68    | Nem szabad     |

| Ország                  | Rangsor | Érték | Státusz    |
| Irak                    | 11      | 69    | Nem szabad |
| Omán                    | 12      | 71    | Nem szabad |
| Egyesült Arab Emírségek | 13      | 72    | Nem szabad |
| Palesztina              | 14      | 83    | Nem szabad |
| Jemen                   |         | 83    | Nem szabad |
| Bahrein                 | 16      | 84    | Nem szabad |
| Szaúd-Arábia            |         | 84    | Nem szabad |
| Szíria                  | 18      | 89    | Nem szabad |
| Irán                    | 19      | 92    | Nem szabad |

### Szaharai Afrika
| Ország                  | Rangsor | Érték | Státusz        |
| Mali                    | 1       | 24    | Szabad         |
| Zöld-foki Köztársaság   | 2       | 27    | Szabad         |
| Ghána                   | 3       | 28    | Szabad         |
| Mauritius               | 4       | 29    | Szabad         |
| São Tomé és Príncipe    |         | 29    | Szabad         |
| Namíbia                 | 6       | 32    | Részben szabad |
| Benin                   | 7       | 34    | Részben szabad |
| Dél-afrikai Köztársaság |         | 34    | Részben szabad |
| Botswana                | 9       | 40    | Részben szabad |
| Burkina Faso            | 10      | 42    | Részben szabad |
| Mozambik                | 11      | 43    | Részben szabad |
| Comore-szigetek         | 12      | 48    | Részben szabad |
| Lesotho                 | 13      | 49    | Részben szabad |
| Niger                   |         | 49    | Részben szabad |
| Sierra Leone            |         | 49    | Részben szabad |
| Tanzánia                |         | 49    | Részben szabad |
| Nigéria                 | 17      | 50    | Részben szabad |
| Kenya                   | 18      | 52    | Részben szabad |
| Mauritánia              |         | 52    | Részben szabad |
| Kongói Köztársaság      | 20      | 55    | Részben szabad |
| Szenegál                |         | 55    | Részben szabad |
| Seychelle-szigetek      | 22      | 56    | Részben szabad |
| Bissau-Guinea           | 23      | 57    | Részben szabad |
| Uganda                  |         | 57    | Részben szabad |

| Ország                          | Rangsor | Érték | Státusz        |
| Dél-Szudán                      | 25      | 59    | Részben szabad |
| Libéria                         | 26      | 60    | Részben szabad |
| Malawi                          |         | 60    | Részben szabad |
| Zambia                          |         | 60    | Részben szabad |
| Közép-afrikai Köztársaság       | 29      | 62    | Nem szabad     |
| Guinea                          |         | 62    | Nem szabad     |
| Madagaszkár                     | 31      | 63    | Nem szabad     |
| Angola                          | 32      | 67    | Nem szabad     |
| Kamerun                         | 33      | 68    | Nem szabad     |
| Togo                            | 34      | 69    | Nem szabad     |
| Elefántcsontpart                | 35      | 70    | Nem szabad     |
| Gabon                           |         | 70    | Nem szabad     |
| Burundi                         | 37      | 72    | Nem szabad     |
| Dzsibuti                        | 38      | 74    | Nem szabad     |
| Csád                            | 39      | 75    | Nem szabad     |
| Szváziföld                      | 40      | 76    | Nem szabad     |
| Szudán                          | 41      | 78    | Nem szabad     |
| Zimbabwe                        | 42      | 80    | Nem szabad     |
| Etiópia                         | 43      | 81    | Nem szabad     |
| Gambia                          |         | 81    | Nem szabad     |
| Ruanda                          | 45      | 82    | Nem szabad     |
| Kongói Demokratikus Köztársaság | 46      | 83    | Nem szabad     |
| Szomália                        | 47      | 84    | Nem szabad     |
| Egyenlítői-Guinea               | 48      | 91    | Nem szabad     |
| Eritrea                         | 49      | 94    | Nem szabad     |

### Nyugat-Európa
| Ország        | Rangsor | Érték | Státusz |
| Finnország    | 1       | 10    | Szabad  |
| Norvégia      |         | 10    | Szabad  |
| Svédország    |         | 10    | Szabad  |
| Belgium       | 4       | 11    | Szabad  |
| Dánia         | 5       | 12    | Szabad  |
| Luxemburg     |         | 12    | Szabad  |
| Hollandia     |         | 12    | Szabad  |
| Svájc         |         | 12    | Szabad  |
| Andorra       | 9       | 13    | Szabad  |
| Izland        | 10      | 14    | Szabad  |
| Liechtenstein |         | 14    | Szabad  |
| Írország      | 12      | 16    | Szabad  |
| Monaco        |         | 16    | Szabad  |

| Ország             | Rangsor | Érték | Státusz        |
| Németország        | 14      | 17    | Szabad         |
| Portugália         |         | 17    | Szabad         |
| San Marino         |         | 17    | Szabad         |
| Ausztria           | 17      | 21    | Szabad         |
| Egyesült Királyság |         | 21    | Szabad         |
| Ciprus             | 19      | 22    | Szabad         |
| Málta              |         | 22    | Szabad         |
| Franciaország      | 21      | 24    | Szabad         |
| Spanyolország      |         | 24    | Szabad         |
| Görögország        | 23      | 30    | Szabad         |
| Olaszország        | 24      | 33    | Részben szabad |
| Törökország        | 25      | 55    | Részben szabad |

## Fordítás
Ez a szócikk részben vagy egészben  a   Freedom of the Press (report) című angol Wikipédia-szócikk ezen változatának fordításán alapul.  Az eredeti cikk szerkesztőit annak laptörténete sorolja fel. Ez a jelzés csupán a megfogalmazás eredetét és a szerzői jogokat jelzi, nem szolgál a cikkben szereplő információk forrásmegjelöléseként.